# Aspidophyma americana
Aspidophyma americana är en insektsart som beskrevs av Bolívar, I. 1884. Aspidophyma americana ingår i släktet Aspidophyma och familjen gräshoppor. Inga underarter finns listade i Catalogue of Life.